# Dingwall (Escocia)
Dingwall (en gaélico escocés: Inbhir Pheofharain) es un pueblo y un burgo real ubicado en el consejo unitario de  Highland en Escocia, Reino Unido. El de Dingwall fue alguna vez el castillo más grande al norte de Stirling. Además, en las afueras de la actual Dingwall se encuentra el castillo Tulloch.

## Ferrocarril
La estación de Dingwall presta servicios a la línea Far North Line desde alrededor de 1865. También sirve a la Kyle of Lochalsh Line, con la unión de las dos líneas que se encuentran dentro de Dingwall. La estación es servida con unos 26 trenes diarios, de los cuales 14 van a Inverness.

## Personajes Históricos
Dingwall es la patria de Colin Calder, fundador y primer presidente de Central Argentine Railway Athletic Club, actualmente Club Atlético Rosario Central de Argentina. El club rosarino, un histórico participante del fútbol argentino, tiene su origen en 1889 en los talleres del ferrocarril argentino.